# Algedonia oberthuri
Algedonia oberthuri là một loài bướm đêm trong họ Crambidae.